# Tolbert
Tolbert is een plaats, met 4.455 inwoners (1 januari 2023), in de gemeente Westerkwartier in de provincie Groningen in Nederland.

## Geschiedenis
Tolbert ontstond in de 10e eeuw als vestiging van kolonisten op de zandrug tussen Marum en Oostwold die gelegen was in een veenmoeras. Oorspronkelijk werd het 'Fredewolda' (Vredewold) genoemd, maar later werd het opgedeeld in drie buurten:
- de 'oude buurt': 'Oldebert', later 't Olle bert' of Tolbert
- de 'nieuwe buurt': 'Nijeberth', later Niebert
- de 'kleine buurt': Lettelbert

In de 13e eeuw werd de kerk van Tolbert gebouwd, waarvan de toren in de 16e eeuw werd verhoogd. In de toren hangt een bronzen klok uit 1660 welke is gemaakt door de klokkengieter Jurjen Balthasar (Zwickau 1607-Leeuwarden 1670). Jurjen Balthasar was in de periode 1651-1670 werkzaam als klokkengieter in Leeuwarden. Op 19 februari 1943 is door een aannemersbedrijf in opdracht van de Duitsers de klok, bestaande uit 80% koper en 20% tin, hetgeen precies de goede samenstelling is, uit de toren verwijderd. Door een nog zichtbaar later dichtgemetseld gat werd de klok met behulp van touwen naar beneden gehaald en opgeslagen in een opslagplaats in Nederland. De bedoeling was de klok naar Hamburg te brengen en te laten omsmelten voor munitie en dergelijk. Ongeveer de helft van de gevorderde klokken ging daadwerkelijk naar Duitsland, de rest bleef achter in Nederland. Omdat de Nederlandse overheid de klokkenroof al had voorzien, zijn alle klokken en carillons geïnventariseerd en de monumentale klokken werden gemerkt. Nadat de Tolberter klok onbeschadigd was teruggevonden, werd hij op 15 april 1946 teruggeplaatst. Twee uren lang liet de klok weten dat hij weer op zijn plek hing. Het dichtgemetselde gat herinnert nog steeds aan deze onverkwikkelijke geschiedenis.
Ten oosten van de bebouwde kom van Tolbert lag vroeger de vermoedelijk vroeg-15e-eeuwse Auwemaborg, die in de 18e eeuw werd gesloopt; de toren en het Auwemabos verdwenen een eeuw later. Een gedeelte van de gracht is het enige dat resteert. Binnen deze gracht is later een woning gebouwd. In 1780 werd de nog bestaande Herberg De Postwagen geopend.
Het dorp Leek is in de 20e eeuw aan de westkant uitgebreid op het gebied dat oorspronkelijke tot Tolbert behoorde. Langs de noordkant van de bebouwde kom van Tolbert loopt de autosnelweg A7 van Drachten naar Groningen. In het westen wordt de bebouwde kom van Tolbert sinds 1906 begrensd door de Tolbertervaart, die zorgde voor een betere waterverbinding met Leek en Groningen. De tramlijn Drachten - Groningen uit 1913 werd in 1985 opgeheven. In de tweede helft van de 20e eeuw groeide het dorp door de gunstige ligging aan de A7 explosief als forenzenplaats, met name in zuidelijke richting.
De Oudheidkamer Fredewalda probeert het verleden van het dorp inzichtelijk te houden. Bijna 120 panden uit het vroegere dorp zijn als maquette nagebouwd naar de toestand van ongeveer 1925. Van elk gebouw worden bovendien zo veel mogelijk gegevens verzameld over gebruik en bewoners. De Oudheidkamer is ondergebracht in de monumentale CazemierBoerderij, die ook een dorpshuisfunctie heeft.

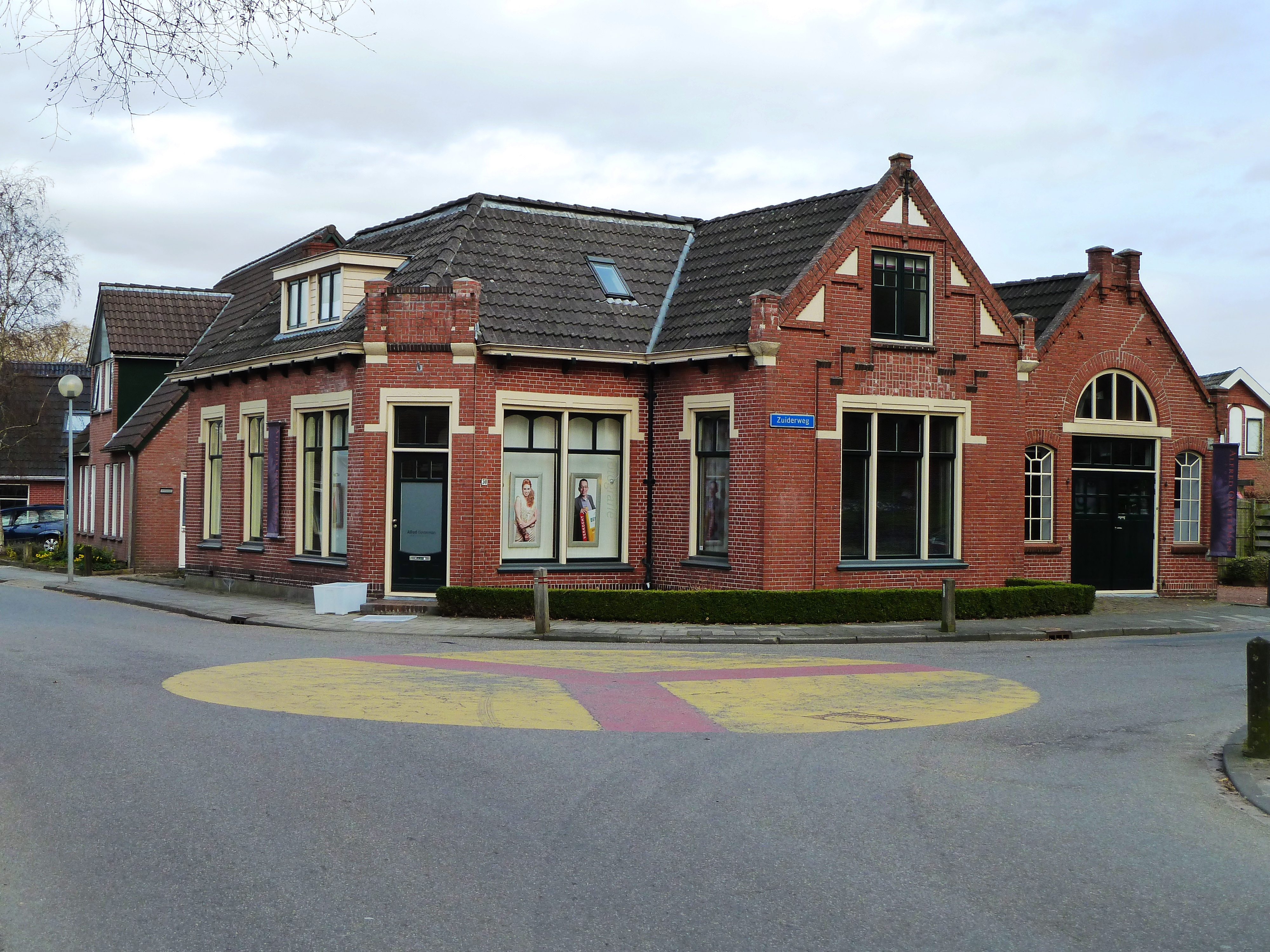
Oude smederij uit 1912 aan de Hoofdstraat 50 (gemeentelijk monument)
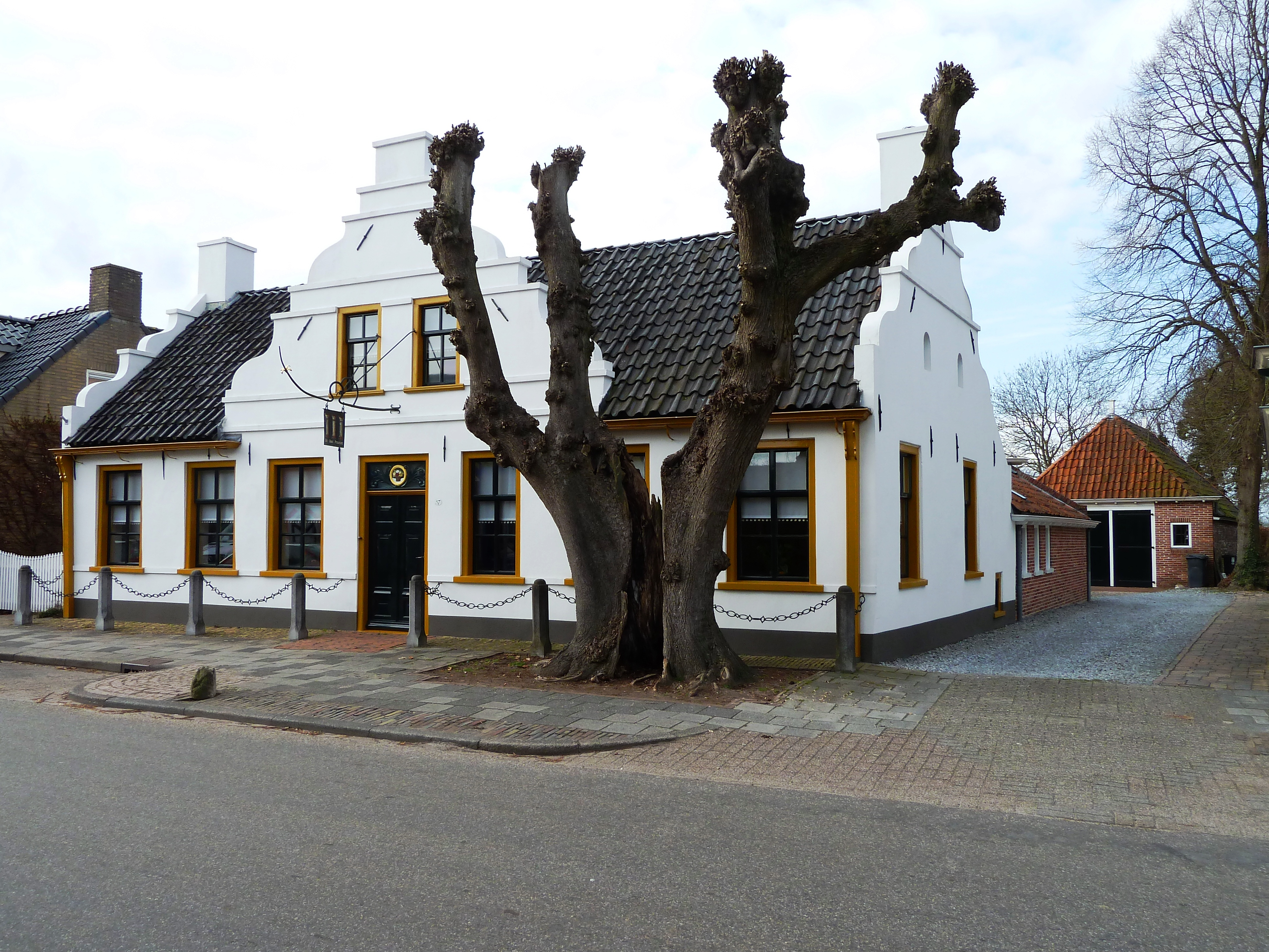
Voormalige café-slijterij van Steven Akker, in 1988 door architect Roel Kouwen verbouwd. Hij plaatste ook de markante gevels.
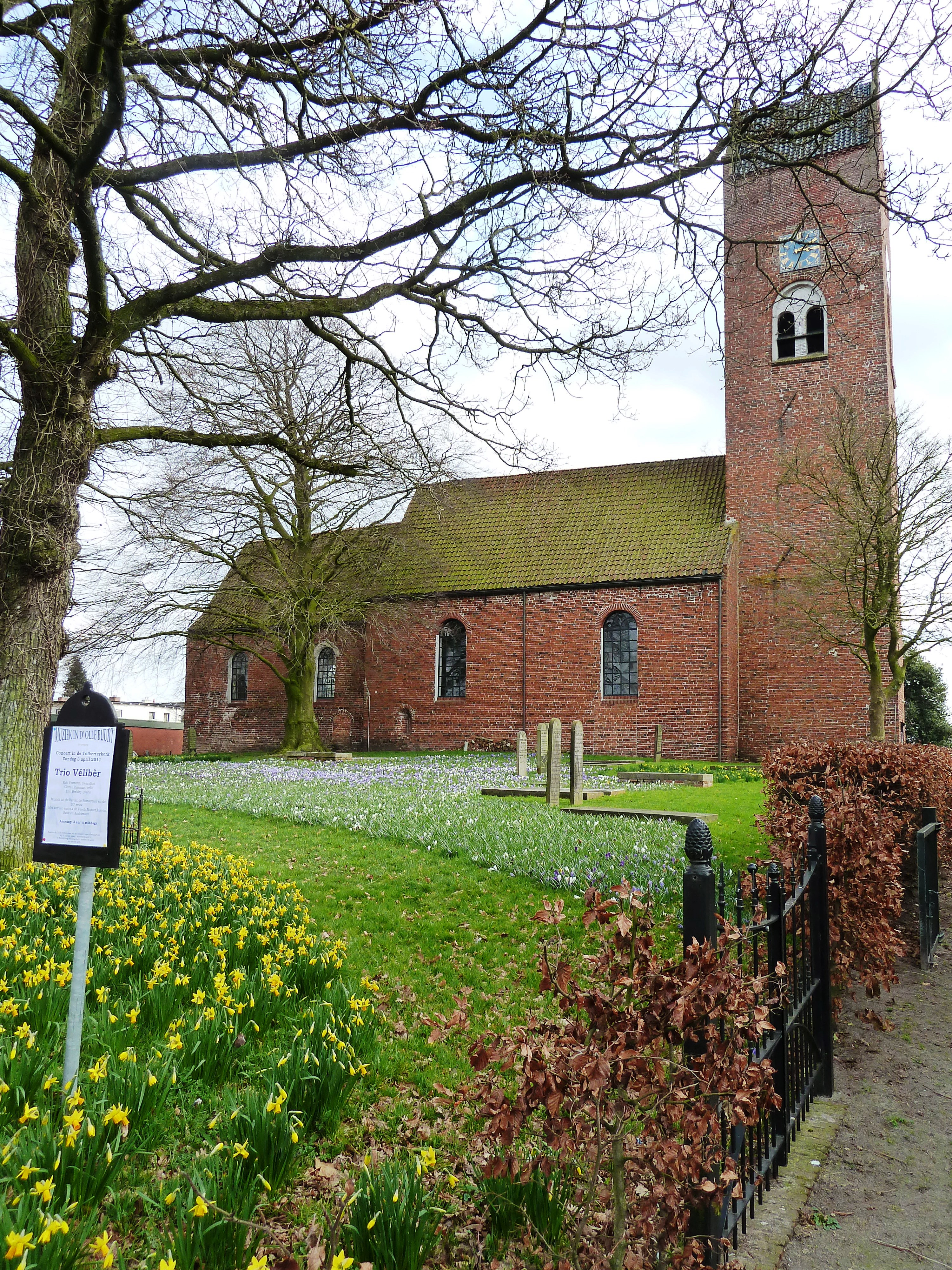
Hervormde kerk van Tolbert

## Activiteiten
In en rond Tolbert werden sinds 1950 jaarlijks de zogenaamde CC races gehouden: Motorraces op een stratencircuit. In 1984 verongelukte motorcoureur Jack Middelburg hier dodelijk. In 2008 is besloten dit evenement niet meer te organiseren.
In de H.J.C.-Manege in Tolbert worden jaarlijks tal van activiteiten georganiseerd, waaronder allerlei hippische wedstrijden, die nationale en internationale belangstelling genieten.

## Sport
De plaatselijke voetbalvereniging heet VV TLC.

## Geboren in Tolbert
- Wietse Keuning (1876-1957), onderwijzer, muziekrecensent/journalist, schrijver (ps. Wytze Keuning)
- Janneke van der Veer (1953), schrijfster